# Louis Heusghem
Louis Heusghem (Ransart, Charleroi, 26 de diciembre de 1882 - Montigny-le-Tilleul, 26 de agosto de 1939), fue un ciclista belga que corrió entre 1911 y 1922. Sus éxitos más importantes fueran dos etapas al Tour de Francia y una París-Tours.
Era germano de los también ciclistas Hector Heusghem y Pierre-Joseph Heusghem.

## Palmarés
- 1912
  - 1º en la París-Tours
  - Vencedor de una etapa al Tour de Francia
- 1920
  - Vencedor de una etapa al Tour de Francia

### Resultados al Tour de Francia
- 1911. 5º de la clasificación general
- 1912. 11º de la clasificación general y vencedor de una etapa
- 1913. Abandona (7ª etapa)
- 1914. 10º de la clasificación general
- 1920. 6º de la clasificación general y vencedor de una etapa
- 1921. Abandona (2ª etapa)
- 1922. 19º de la clasificación general